# Jason Boone
Jason Gregory Boone (Sugar Loaf, 8 ottobre 1985) è un ex cestista statunitense, professionista in Europa.

## Palmarès
- EuroChallenge: 1

BG 74 Gottingen: 2009-10